# 너 자신을 알라

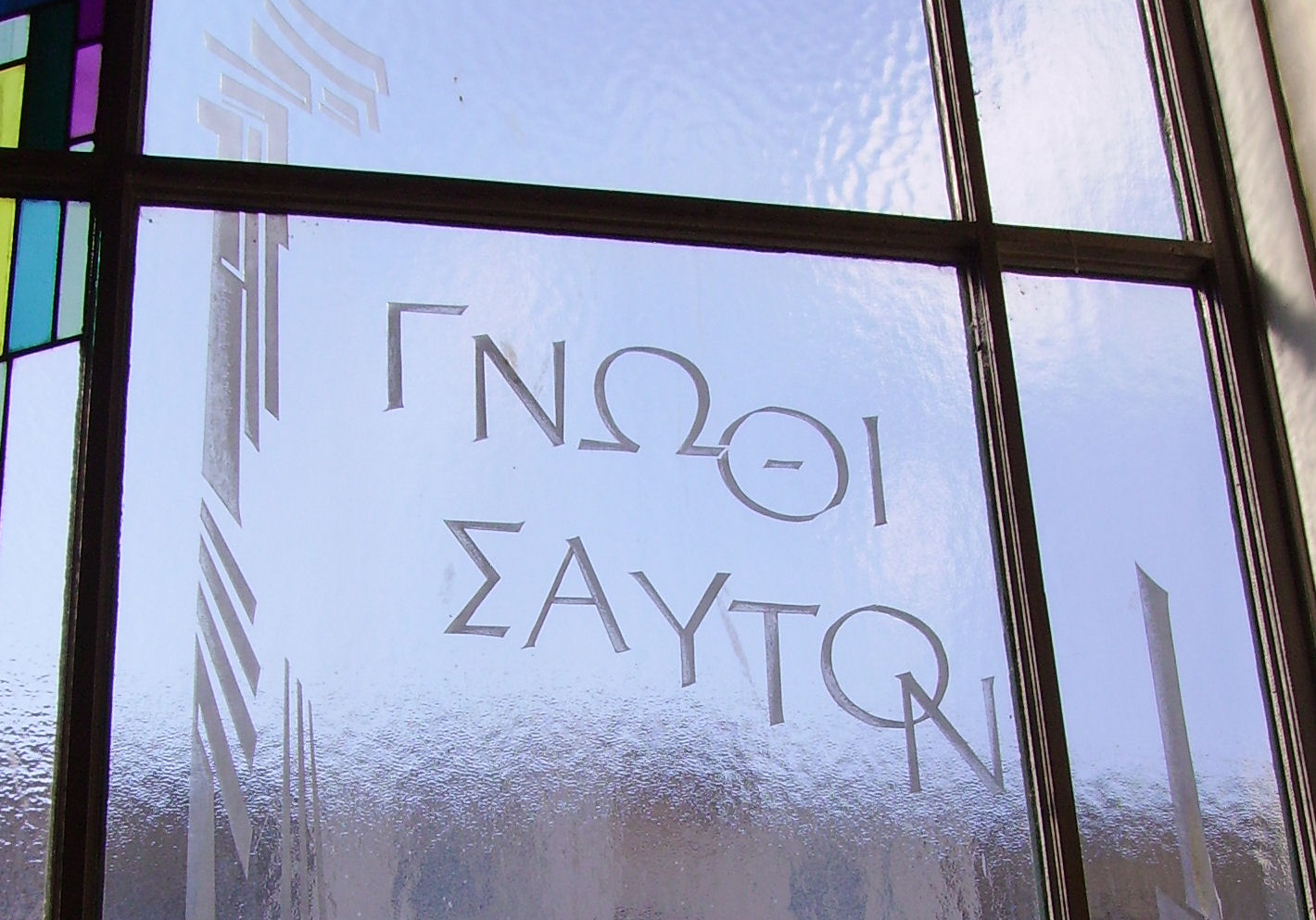
그리스어로 이 격언이 새겨진 한 스테인드 글라스

“너 자신을 알라”(그리스어: γνῶθι σεαυτόν 그노티 세아우톤[*])는 고대 그리스의 유명한 격언으로, 그리스의 여행담 작가인 파우사니아스에 따르면 델포이의 아폴론 신전의 프로나오스(앞마당)에 새겨져 있던 것이라 한다.
이 경구는 흔히, 다음 6명의 그리스 현자 중 하나의 저작으로 간주된다.
- 스파르타의 킬론
- 헤라클레이토스
- 피타고라스
- 소크라테스
- 아테네의 솔론
- 밀레투스의 탈레스

다른 자료에서는 이 격언을 그리스 신화에 등장하는 시인 페모노에의 저작으로 간주하기도 한다. 로마의 시인 유베날리스는 절제와 자각에 대한 논의인 그의 저작 de caelo(천국으로부터)에서 그리스에 전해지는 다른 경구들과 함께 이 격언을 언급하고 있다(Satire 11.27).
이 격언을 라틴어로는 nosce te ipsum라고 한다.